# I JUST FEEL SO "sweet"
『I JUST FEEL SO "sweet"』（アイ ジャスト フィール ソー スウィート）は、sweet velvetの1枚目のアルバム。

## 内容
2000年2月26日発売。本来は2月23日の予定だった。全作詞は秋本瑞月、作曲は大野愛果（#2,3,4,5,6,7,9）・塚田直幸（#1,10）・金子奈未（#8）、編曲は古井弘人（#2,4,8,9）・尾城九龍（#3,6,10）・sweet velvet（#1）・小西康陽（#5）・鴨宮諒（#7）。
メジャーデビュー後初のアルバムにして、最後のアルバム。シングル曲「I JUST FEEL SO LOVE AGAIN 〜そばにいるだけで〜」「flame of love」「Lazy Drive」の他、インディーズEP「SWEET VELVET」から「Fairplay」のアルバムバージョンを含む10曲を収録。
CDジャケット、ブックレットは大阪市中央公会堂で撮影されており、秋本の愛犬2匹も登場している。

## 収録曲
| 曲順 | 曲名                                           |
| ---- | ---------------------------------------------- |
| 1    | un jour                                        |
| 2    | I JUST FEEL SO LOVE AGAIN 〜そばにいるだけで〜 |
| 3    | Blue                                           |
| 4    | Lazy Drive                                     |
| 5    | SWEETER BABY                                   |
| 6    | Fairplay -album mix-                           |
| 7    | SO GOOD                                        |
| 8    | STAY                                           |
| 9    | flame of love                                  |
| 10   | Over                                           |